# ولکه آلبرختیتسه
ولک البرچتیک (به لاتین: Velké Albrechtice) یک منطقهٔ مسکونی در جمهوری چک است که در Nový Jičín District واقع شده‌است.

## خصوصیات
ولک البرچتیک ۱۳٫۰۱ کیلومترمربع مساحت و ۱٬۰۵۲ نفر جمعیت دارد و ۲۴۳ متر بالاتر از سطح دریا واقع شده‌است.